# Trinity Lakes AVA
Trinity Lakes AVA ist ein seit dem 28. Februar 2005 anerkanntes Weinbaugebiet im US-Bundesstaat Kalifornien und Teil der überregionalen Napa Valley AVA.

## Lage
Die Rebflächen verteilen sich auf den Verwaltungsbezirk Trinity County. Das definierte Gebiet der Herkunftsbezeichnung schließt die beiden künstlichen Seen Trinity Lake und Lewiston Lake sowie einige flussnahe Lagen am Trinity River unterhalb des Lewiston Dam ein. Bisher profitiert nur ein einziger Weinbaubetrieb, die Alpen Cellars, von dieser Herkunftsbezeichnung. Daher ist nur ein Bruchteil des zum Anbau anerkannten Gebiets mit Reben bestockt.